# Villa Rosa (García)
Pour les articles homonymes, voir Villa Rosa.
Villa Rosa, ou Urbanización Villa Rosa, est la capitale de la paroisse civile de Francisco Fajardo de la municipalité de García dans l'État de Nueva Esparta au Venezuela.